# لهجه محلاتی
لهجه محلاتی یکی از لهجه‌های زبان فارسی است. مردم محلات در استان مرکزی به این لهجه صحبت می‌کنند. محلات از شهرهای بسیار کهن استان مرکزی است.